# Куново (Владичин Хан)
Куново је насеље у Србији у општини Владичин Хан у Пчињском округу. Према попису из 2022. било је 305 становника (према попису из 2011. било је 418 становника).

## Историја
У месту је пре 1933. године основана чета Соколског друштва.

## Демографија
У насељу Куново живи 437 пунолетних становника, а просечна старост становништва износи 45,0 година (43,2 код мушкараца и 46,8 код жена). У насељу има 164 домаћинства, а просечан број чланова по домаћинству је 3,24.
Ово насеље је великим делом насељено Србима (према попису из 2002. године), а у последња три пописа, примећен је пад у броју становника.
|  |

| Демографија | Демографија | Демографија |
| Година      | Становника  | Становника  |
| ----------- | ----------- | ----------- |
| 1948.       | 1.099       |             |
| 1953.       | 1.124       |             |
| 1961.       | 1.044       |             |
| 1971.       | 943         |             |
| 1981.       | 810         |             |
| 1991.       | 663         | 662         |
| 2002.       | 532         | 536         |
| 2011.       | 418         |             |
| 2022.       | 305         |             |

| Етнички састав према попису из 2002.‍ | Етнички састав према попису из 2002.‍ | Етнички састав према попису из 2002.‍ | Етнички састав према попису из 2002.‍ | Етнички састав према попису из 2002.‍ |
| ------------------------------------ | ------------------------------------ | ------------------------------------ | ------------------------------------ | ------------------------------------ |
|                                      |                                      |                                      |                                      |                                      |
| Срби                                 | Срби                                 |                                      | 531                                  | 99,81%                               |
| непознато                            | непознато                            |                                      | 0                                    | 0,0%                                 |

| Година пописа     | 1948. | 1953. | 1961. | 1971. | 1981. | 1991. | 2002. |
| ----------------- | ----- | ----- | ----- | ----- | ----- | ----- | ----- |
| Број домаћинстава | 194   | 197   | 210   | 211   | 207   | 186   | 164   |

| Број чланова      | 1  | 2  | 3  | 4  | 5  | 6  | 7 | 8 | 9 | 10 и више | Просек |
| ----------------- | -- | -- | -- | -- | -- | -- | - | - | - | --------- | ------ |
| Број домаћинстава | 30 | 46 | 21 | 22 | 16 | 24 | 5 | 0 | 0 | 0         | 3,24   |

| Пол    | Укупно | Неожењен/Неудата | Ожењен/Удата | Удовац/Удовица | Разведен/Разведена | Непознато |
| ------ | ------ | ---------------- | ------------ | -------------- | ------------------ | --------- |
| Мушки  | 231    | 61               | 145          | 25             | 0                  | 0         |
| Женски | 231    | 35               | 145          | 49             | 2                  | 0         |
| УКУПНО | 462    | 96               | 290          | 74             | 2                  | 0         |

| Пол    | Укупно                    | Пољопривреда, лов и шумарство | Рибарство                            | Вађење руде и камена | Прерађивачка индустрија       |
| ------ | ------------------------- | ----------------------------- | ------------------------------------ | -------------------- | ----------------------------- |
| Мушки  | 104                       | 15                            | 0                                    | 0                    | 71                            |
| Женски | 21                        | 5                             | 0                                    | 0                    | 12                            |
| УКУПНО | 125                       | 20                            | 0                                    | 0                    | 83                            |
| Пол    | Производња и снабдевање   | Грађевинарство                | Трговина                             | Хотели и ресторани   | Саобраћај, складиштење и везе |
| Мушки  | 4                         | 4                             | 2                                    | 0                    | 3                             |
| Женски | 0                         | 0                             | 3                                    | 0                    | 0                             |
| УКУПНО | 4                         | 4                             | 5                                    | 0                    | 3                             |
| Пол    | Финансијско посредовање   | Некретнине                    | Државна управа и одбрана             | Образовање           | Здравствени и социјални рад   |
| Мушки  | 0                         | 0                             | 3                                    | 1                    | 0                             |
| Женски | 0                         | 0                             | 0                                    | 0                    | 0                             |
| УКУПНО | 0                         | 0                             | 3                                    | 1                    | 0                             |
| Пол    | Остале услужне активности | Приватна домаћинства          | Екстериторијалне организације и тела | Непознато            | Непознато                     |
| Мушки  | 0                         | 0                             | 0                                    | 1                    | 1                             |
| Женски | 1                         | 0                             | 0                                    | 0                    | 0                             |
| УКУПНО | 1                         | 0                             | 0                                    | 1                    | 1                             |